# みずたまぱにっく。
『みずたまぱにっく。』は、ハセガワケイスケによる日本のライトノベル。イラストは七草が担当している。電撃文庫（メディアワークス→アスキー・メディアワークス）より2006年12月から刊行されている。2009年11月にはドラマCD化された。

## あらすじ
水玉シロー（以降、マシロ）はジャージとタオル頭が標準装備の中学二年生の少女。バイト代につられて始めたのは、由緒正しき超名門校の女子寮の“お手伝いさん”だった。その寮には、とくべつな“きらめき”を放つ4人の美少女が住んでいた。個性的な彼女たちとの生活は、もちろん平穏に過ぎるはずもなく。しかも、その女子寮には秘密があった。

## 登場人物
※声はドラマCDのもの。
以下の5人は『聖アンジェリカ薔薇の革命団』通称『薔薇の団』のメンバーである。
　
水田マシロ（みずたま しろー）
声：水橋かおり
作品の主人公。聖アンジェリカ女学院中等部二年花組二十八番の少女。クラス内でのあだ名は『男子』。ジャージとタオル頭が標準装備。由緒あるお嬢様学校に特別入学枠の『特待生』として通う秀才。制服の下にいつもジャージを着込んでいる。家は格闘技道場で5人兄妹の長女（他は兄か弟）。基本的に真面目だが、割とアバウトな性格（名前の『水田マシロ』を『水玉シロー』と呼ばれても気にしない）。方向音痴。バイト代につられ、涼橋女子寮にお手伝いさんとして働き始める。作業着はもっぱらメイド服（涼橋アサミ子に半ば強引に着せられて）であるが、他にもバリエーションが存在する。
跡見忍（あとみ しのぶ）
声：斎藤千和
聖アンジェリカ女学院中等部三年。涼橋女子寮生。外見は箱入り世間知らずのお嬢様風美少女。性格は明るくて元気だが、少し天然な一面も持っている（マシロの代わりに陽向を背負わされても、保健室まで走りベッドに寝かせ子守唄を歌い終わるまで気がつかない―1巻306ページより―）。三年西棟の娘役トップ。マシロに異様になついており、マシロの掃除中はただひたすらに眺めている。実体はブロンドヘアーの男の子で、ロングヘアーはかつらである。マシロら5人を部員とする『現代における服装や美術等を文化として研究または開発する会』（通称『ばらの団。』マシロ曰く『コスプレ部』《『薔薇の団』とは別物である。》）を設立する。ポテチのコンソメ味がスキらしい。
鳴海千尋（なるみ ちひろ）
声：小清水亜美
聖アンジェリカ女学院中等部三年。涼橋女子寮生。外見は真面目で気が強そうなすらりとした身長風美少女。プライドはものすごく高い。知的な雰囲気からか、マシロに眼鏡をかけていないのに（何故か）かけてそうに見られている（マシロはそれを「エアメガネ」と表現している）。三年西棟の男役トップ。マシロのことを突き放すように接しているが、倒れたマシロを運ぶなどと優しい一面も見せる。高千穂家の末息子だがうまれてすぐ『鳴海』の養子となった。『鳴海』から逃げるため涼橋寮へそして売り言葉に買い言葉状態で女子校に通うことになった。実体は男の子である。
藤間陽向（ふじま ひなた）
声：松来未祐
聖アンジェリカ女学院中等部二年。涼橋女子寮生。外見は女の子がほしがる人形のような美少女。気がつくと眠っていて、立ったまま寝ることができる。音楽をかけると目を覚ます。ピンクのフリフリ。二年西棟の娘役トップ。実体は男の子である。うまい棒が大好物である。もともとは花向であったはずの体に魂を宿す。昼に学校、夜は音楽活動とずっと起きているので、学校の時よく寝ている。母親は大女優。
藤間花向（ふじま かなた）
声：松来未祐
陽向の双子。陽向とともにひとつの体に2つの魂を宿している。昼は寝ていて、夜になると陽向と仕事をしている。だが、たまに昼間にも出てきて、マシロにいたずらしたり陽向のお願いを聞いたりしている。陽向よりも精神と魂が強いので、陽向の活動時間に陽向が辛い目にあいそうなときは花向が出てくる。陽向とは違い、つっぱった性格をしている。母親は大女優の花見沢陽花（はなみざわ ひばな）だが、母親は陽向と花向のことを忘れている。
涼橋萌流（すずはし めぐる）
声：広橋涼
聖アンジェリカ女学院中等部一年。外見はちいさくて黒髪と大きな瞳が印象的な美少女。頭にチビリというウサギっぽい動物を乗せている。かわいらしい声をしている。一年西棟の娘役候補トップ。アサミ子の甥にあたる。お茶を入れるのが得意で、お菓子なども作れる。アサミ子にパシリのように使われている。実体は男の子である。男の子なのに魔女の血をもっているため、魔女である。魔法を使うとねネコ耳・しっぽが現れるため、とても気にしている。
　その理由とは・・・女の子のトラウマがあり、女の子がニガテである。マシロのことも、避けていた。
涼橋アサミ子（すずはし あさみこ）
声：能登麻美子
トランプ柄の扇子を持つ、年齢不詳の不思議なひと。マシロたちの通う聖アンジェリカ女学院の非常勤講師兼涼橋寮の寮母で、マシロを雇った張本人。子供っぽい一面もある。萌流の親戚であり、本物の魔女。
チビリ
声：金田朋子
赫い眼を持つ真っ白なウサギらしき生き物。温泉にも入る。ナポリタンも食べる。

## 既刊一覧
- ハセガワケイスケ（著）・七草（イラスト） 『みずたまぱにっく。』 メディアワークス→アスキー・メディアワークス〈電撃文庫〉、既刊4巻（2009年9月10日現在）
  1. 2006年12月10日発売[1]、ISBN 978-4-8402-3645-4
  2. 2007年8月10日発売[2]、ISBN 978-4-8402-3878-6
  3. 2008年11月10日発売[3]、ISBN 978-4-04-867343-3
  4. 2009年9月10日発売[4]、ISBN 978-4-04-868010-3

## ドラマCD
- みずたまぱにっく。-This is MIZUTAMASHIRO!!-
  - 制作：ソニー・ミュージックディストリビューション
  - 発売：ティームエンタテインメント
  - KDSD-00309、全66分、2009年11月11日発売

  1.     - 第1話「半透明少女関係。」
    - 第2話「ひかりのなるほう。」